# Island-Klasse (2020)
Die Island-Klasse ist eine Klasse von Doppelendfähren der kanadischen Reederei BC Ferries.

## Geschichte
Die ersten beiden Einheiten der Klasse wurden im Frühjahr 2017 bestellt. Die Fähren des Typs Road Ferry 8117 E3 wurden von Damen Shipyards Galati in Rumänien gebaut und Ende November 2019 mit dem Halbtaucherschiff Sun Rise der südkoreanischen Reederei Pan Ocean nach Kanada verschifft. Im November 2019 bestellte BC Ferries vier weitere Einheiten des Typs. Der Ausbau der Flotte um weitere Einheiten der Klasse ist vorgesehen. Die Baukosten für die ersten beiden Schiffe wurden mit 86,5 Millionen CAD und für die folgenden vier Schiffe mit 200 Millionen CAD angegeben.
Die Schiffe verkehren über die Straße von Georgia und die Königin-Charlotte-Straße. Die ersten beiden Fähren verbinden Powell River auf dem kanadischen Festland und Blubber Bay im Norden von Texada Island in der Straße von Georgia sowie Port McNeill auf Vancouver Island und Alert Bay auf Cormorant Island bzw. Sointula auf Malcolm Island in der Königin-Charlotte-Straße und ersetzten dort die zwischen Powell River und Blubber Bay eingesetzte North Island Princess bzw. die zwischen Port McNeill und Alert Bay bzw. Sointula eingesetzte Quadra Queen II.
Die weiteren vier Fähren der Klasse verkehren zwischen Campbell River auf Vancouver Island und Quathiaski Cove auf Quadra Island sowie Nanaimo Harbour auf Vancouver Island und Descanso Bay auf Gabriola Island. Sie lösten dort jeweils eine größere Fähre, die Powell River Queen und die Quinsam, ab. Durch den Einsatz von zwei kleineren Fähren auf den beiden Strecken kann BC Ferries häufigere Abfahrten anbieten.
Vier weitere Einheiten der Klasse sind bestellt, von denen die ersten beiden am 1. November 2024 auf Kiel gelegt wurden.

## Beschreibung
Die Doppelendfähren des Typs Damen Road Ferry 8117 E3 sind mit einem Hybridantrieb ausgerüstet. Sie sind für den elektrischen Betrieb vorbereitet, werden aber zunächst noch mit an Bord mithilfe von Dieselgeneratoren erzeugtem Strom angetrieben. Die Umrüstung auf elektrischen Betrieb soll erst erfolgen, wenn die dafür nötige Infrastruktur zur Verfügung steht.
Die Schiffe sind mit zwei Dieselgeneratoren mit jeweils 1500 kW Leistung ausgerüstet, die in zwei Generatorräumen im Rumpf der Schiffe untergebracht sind. Zusätzlich ist ein Notgenerator mit 155 kW Leistung verbaut. Die von jeweils einem Viertakt-Sechzehnzylinder-Dieselmotor angetriebenen Generatoren speisen die Lithium-Ionen-Akkumulatoren mit 813 kWh, aus denen die Antriebsmotoren ihre Energie beziehen. Die Antriebsmotoren mit jeweils 900 kW Leistung bei den ersten beiden Fähren der Klasse bzw. 950 kW Leistung bei den folgenden Einheiten treiben zwei Propellergondeln mit Twin-Propellern des Typs Schottel STP 340 an, von denen sich jeweils eine an den Enden der Schiffe befindet.
Die Motoren sind mit einem SCR-Abgasbehandlungssystem zur Reduktion von Stickoxiden ausgerüstet. Die Abwärme der Motoren wird für die Heizung an Bord verwendet.
Die Passagiereinrichtungen sind auf dem Hauptdeck und dem darüber liegenden Sonnendeck untergebracht. Sie befinden sich auf einer Seite der Schiffe neben dem für die Beförderung von Fahrzeugen vorgesehenen Bereich. Hier stehen 101 Sitzplätze zur Verfügung, teilweise an Tischen. Weitere 40 Sitzplätze befinden sich auf dem Sonnendeck.
Für die Beförderung von Fahrzeugen stehen auf dem Hauptdeck drei Fahrspuren mit insgesamt 193 Spurmetern zur Verfügung, auf denen 31 Pkw befördert werden können. Auf der mittleren Fahrspur mit 68 Spurmetern können auch bis zu drei Lkw befördert werden. Auf einer Seite der Schiffe steht über dem Bereich mit den Passagiereinrichtungen ein weiteres Fahrzeugdeck für den Transport von Pkw zur Verfügung. Hier ist auf 99 Spurmetern Platz für 16 weitere Pkw.
Das Hauptdeck ist im mittleren Bereich von den Decksaufbauten überbaut. Das Steuerhaus befindet sich in der Mitte der Schiffe.

## Schiffe
| Island-Klasse    | Island-Klasse | Island-Klasse | Island-Klasse  | Island-Klasse                       |
| Bauname          | Baunummer     | IMO-Nummer    | Fertigstellung | Hauptstrecke                        |
| ---------------- | ------------- | ------------- | -------------- | ----------------------------------- |
| Island Discovery | 539313        | 9831751       | Februar 2020   | Powell River – Texada Island        |
| Island Aurora    | 539314        | 9831763       | Februar 2020   | Alert Bay – Sointula – Port McNeill |
| Island Nagalis   | 539320        | 9900576       | Mai 2021       | Campbell River – Quadra Island      |
| Island K’ulut’a  | 539321        | 9900588       | Juni 2021      | Campbell River – Quadra Island      |
| Island Kwigwis   | 539322        | 9900590       | Juli 2021      | Nanaimo Harbour – Gabriola Island   |
| Island Gwawis    | 539323        | 9900605       | Oktober 2021   | Nanaimo Harbour – Gabriola Island   |

Die Fähren fahren unter der Flagge Kanadas mit Heimathafen Victoria.